# Majir
Majir (arab. ماير) – miasto w Syrii, w muhafazie Aleppo. W 2004 roku liczyło 4772 mieszkańców.